# Lloyd Conover
Lloyd Hillyard Conover (* 13. Juni 1923 in Orange, New Jersey; † 11. März 2017 in St. Petersburg, Florida) war ein US-amerikanischer Chemiker. Er ist bekannt für die Entwicklung von Tetracyclin (1952).
Conover studierte am Amherst College mit dem Bachelor-Abschluss 1947 und wurde 1950 an der University of Rochester in Chemie promoviert. Danach arbeitete er beim Pharmakonzern Pfizer, wo er die natürlich vorkommenden Antibiotika Terramycin und Aureomycin untersuchte. In Zusammenarbeit mit dem Harvard-Professor Robert B. Woodward versuchte er, natürlich vorkommende Antibiotika chemisch so zu verändern, dass ihre Wirkung optimiert wurde. Das erste Produkt dieser Art war das noch heute verwendete Breitbandantibiotikum Tetracyclin. 1955 erhielt er ein Patent auf das Medikament.
Tetracyclin entstand als Modifikation des 1945 von Benjamin Minge Duggar (Lederle Laboratories) entdeckten Aureomycin (ein Antibiotikum aus der Gruppe der Tetracycline, das von Actinomycetales erzeugt wird). Woodward hatte mit Pfizer-Chemikern 1950 die chemische Struktur des damit verwandten Terramycin bestimmt, gefolgt von der von Aureomycin. Durch Entfernung des Chlors aus Aureomycin entwickelte Conover aus diesem Tetracyclin. Da damals auch andere Pharmafirmen (American Cyanamid) Patente anmeldeten und sich die Firmen über gegenseitige Lizenzen und Vereinbarungen einigten, kam es zu langwierigen Prozessen in den USA mit der Regierung, die verdeckte Preisabsprachen vermutete. Die Regierung versuchte auch das Tetracyclin-Patent von Pfizer anzufechten, unterlag aber 1982.
1971 wurde er Forschungsdirektor von Pfizer Central Research in Sandwich (Kent), was er bis 1975 blieb. Danach war er bis zum Ruhestand 1984 Vice President bei Pfizer.
1992 wurde er in die National Inventors Hall of Fame aufgenommen. Er hält über 300 Patente. 1983 erhielt er den Eli Whitney Award. Er war Fellow der Royal Society of Chemistry und der Royal Society of Arts.